# Joaquim Hernández
Joaquim Hernández López (Almería, 26 juli 1947) is een voormalig Spaans profvoetballer. Hij speelde  als middenvelder. Hernández is de vader van Xavi Hernández, voetballer van FC Barcelona en het Spaans nationaal elftal.
Hernández speelde in het seizoen 1965/1966 met CE Sabadell in de Primera División. In de jaren daarna was hij op lager niveau actief bij Terrassa FC, CD Condal, UD Melilla, Girona FC, CE Europa, CF Calella, CF Reus Deportiu, CE L'Hospitalet, CF Igualada en CE Manresa. Bij laatstgenoemde club sloot Hernández in 1983 zijn profloopbaan af.